# Paul Richter (Schriftsteller)
Paul Richter (* 6. Juli 1873 in Berlin; † 4. Juni 1945 in Schönberg, Land Mecklenburg) war ein deutscher Arzt und Schriftsteller.

## Leben
Geboren als Sohn eines Möbelfabrikanten in Berlin, studierte er Medizin in Freiburg, Greifswald und Berlin. Nach der Promotion arbeitete er zunächst als Badearzt in Berg Dievenow im Kreis Cammin, dann als Assistenzarzt, später Oberarzt in Königsberg i. Pr. Ab 1901 arbeitete er als Frauenarzt in Stettin. 
Richter veröffentlichte als Schriftsteller mehrere Werke. Drei Titel von ihm wurden 1927 im Sender Stettin gesendet. Er war Mitglied der Freimaurerloge Drei goldene Anker zur Liebe und Treue in Stettin.

## Werke
- Mason, der Weise. Eine allegorische Dichtung. 1909.
- Gunderot, der Dichter und Dulder. Lyrische Novelle. Norddeutscher Verlag für Literatur und Kunst, Stettin 1919.
- Klingende Welt. Ausgewählte Gedichte. A. W. Zickfeldt, Osterwieck 1926.
- Krippe und Kreuz. Zwei Gedichtkreise aus dem Leben Jesu. Alfred Töpelmann, Gießen 1928.